# Trilock
De Trilock is een koppelomvormer (automatische koppeling), die werd ontwikkeld door Föttinger in 1910.
Het type wordt nog steeds (in auto's) gebruikt en werd toegepast in de Moto Guzzi V 1000 Hydro Convert uit 1974. 
De trilock maakt een normale koppeling overbodig. De versnellingsbak wordt door vloeistofdruk geleidelijk gekoppeld aan de motor. Als de snelheid van de krukas nagenoeg gelijk is aan die van de ingaande as van de versnellingsbak verzorgt de koppelomvormer een vaste verbinding (lock).